# Laurent Capet
Laurent Capet (ur. 5 maja 1972 w Dieppe) – francuski siatkarz, reprezentant kraju. W drużynie narodowej w latach 1993–2004 rozegrał 300 meczów.

## Osiągnięcia

### Osiągnięcia klubowe
- 1993 – finalista Pucharu Francji
- 1994 – finalista Pucharu Francji
- 1995 – wicemistrzostwo Francji
- 1996 – mistrzostwo Francji
- 1997 – mistrzostwo Francji i Puchar Francji
- 1998 – mistrzostwo Francji
- 1999 – wicemistrzostwo Francji i Puchar Francji
- 2001 – wicemistrzostwo Francji
- 2002 – wicemistrzostwo Francji, finalista Pucharu Francji
- 2005 – finalista Pucharu Francji
- 2007 – finalista Pucharu Francji

### Osiągnięcia reprezentacyjne
- 1997 – 4. miejsce na Mistrzostwach Europy w Holandii
- 1999 – 6. miejsce na Mistrzostwach Europy w Austrii
- 2001 – 7. miejsce na Mistrzostwach Europy w Czechach
- 2001 – 5. miejsce w Lidze Światowej
- 2002 – 3. miejsce na Mistrzostwach Świata w Argentynie
- 2003 – 2. miejsce na Mistrzostwach Europy w Niemczech
- 2003 – 5. miejsce w Pucharze Świata
- 2004 – 5. miejsce w Lidze Światowej
- 2004 – 9.–10. miejsce na Igrzyskach Olimpijskich w Grecji